# Lupus vulgaris

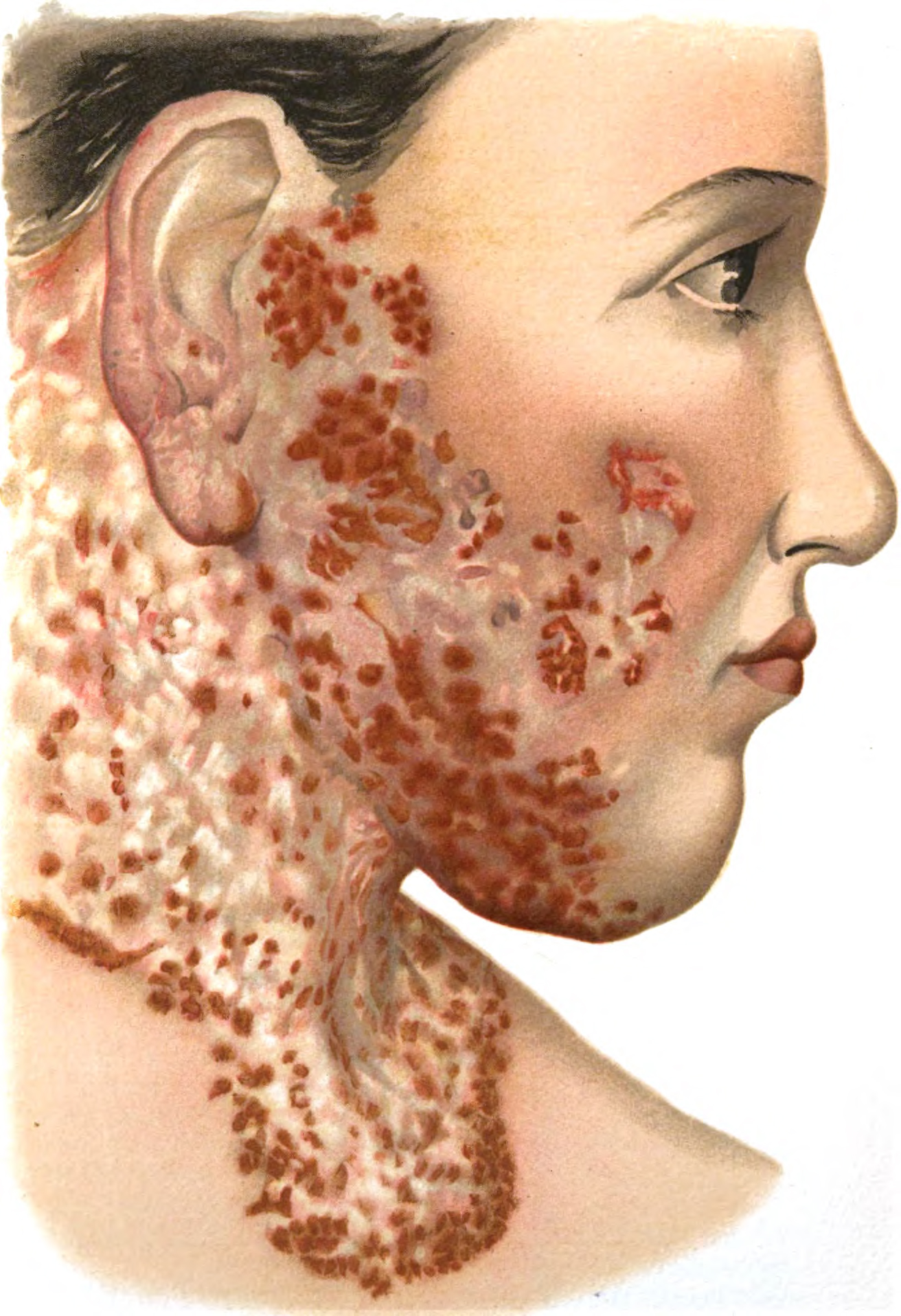
Lupus vulgaris

Il Lupus vulgaris (noto anche come Tuberculosis luposa) è rappresentato da dolorose lesioni cutanee tubercolari di forma nodulare, che compaiono più spesso sul viso intorno al naso, palpebre , labbra, guance, orecchie e collo. Si tratta della più comune infezione della pelle da Mycobacterium tuberculosis. Le lesioni possono alla lunga svilupparsi in deturpanti ulcere cutanee se non trattate.

## Etimologia
Il termine "lupus" per descrivere una malattia ulcerativa della pelle venne utilizzato sin dalla fine del XIII secolo, anche se fino alla metà del XIX le due malattie specifiche della pelle non vennero classificate come lupus eritematoso e lupus vulgaris. Il termine "lupus" può derivare dalla rapacità e dalla virulenza della malattia; un'opera del 1590 la descrisse come "un'ulcera maligna che consuma rapidamente le parti sottostanti; ... molto affamata simile a un lupo".

## Eziologia
Il Lupus vulgaris si sviluppa spesso per un trattamento inadeguato di una preesistente tubercolosi.  Essa può anche svilupparsi nel sito della vaccinazione BCG.

## Patofisiologia

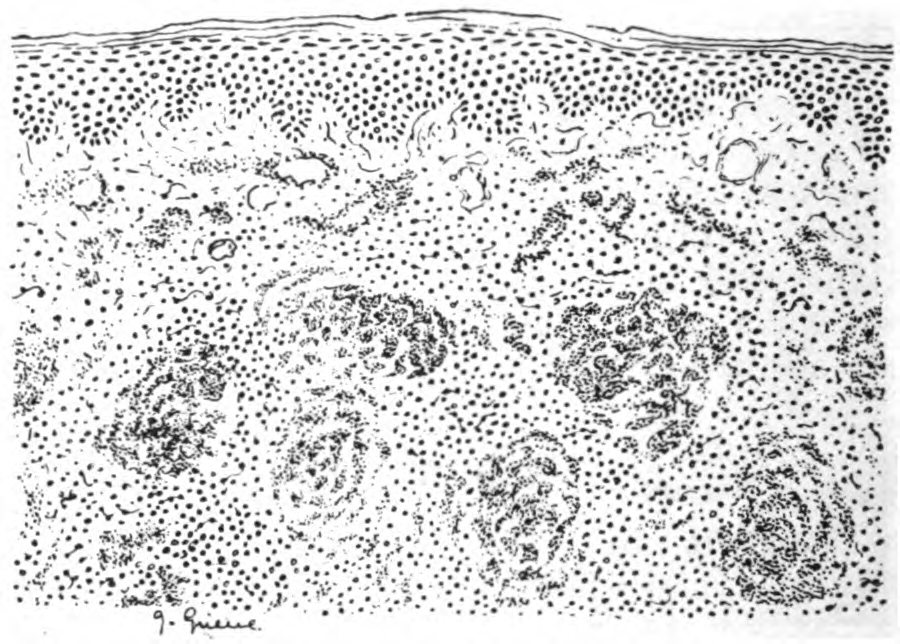
Derma mostrante granulomi ben formati con centri necrotici

Istologicamente mostra granulomi ben formati con centri necrotici nel derma.

## Insorgenza
Ha inizio con la formazione di noduli bruno-rossastri indolori, che lentamente si ingrandiscono a formare lesioni cutanee irregolari di colore rosso.

## Diagnosi
La diascopia, mostra un caratteristico colore "confettura di mela". La biopsia rivela un granuloma tubercolare con pochi bacilli. Il test di Mantoux è positivo.

### Diagnosi differenziale
La condizione deve essere distinta da:
- Carcinoma basocellulare[3]
- Sarcoidosi[3]
- Lupus eritematoso discoide[3]
- Lebbra[5]
- Infezione micotica profonda[5]

## Terapia
Un dermatologo o medico di medicina generale somministra una terapia costituita da una combinazione di farmaci utilizzati per la tubercolosi, come rifampicina, isoniazide e pirazinamide (possibilmente con l'aggiunta di streptomicina o etambutolo).

## Prognosi
In lesioni a lungo aperte, può svilupparsi carcinoma a cellule squamose.

## Storia
Nel XIX secolo, la natura cronica e progressiva di questa malattia è stata particolarmente marcata: è rimasta attiva per dieci anni, venti anni o anche più, e si è dimostrata resistente a qualsiasi trattamento fino alla svolta di Niels Ryberg Finsen con un trattamento di "radiazione luminosa concentrata", ora conosciuto come Fototerapia, che gli valse il Premio Nobel. 
La regina Alessandra di Danimarca, (1844-1925), consorte di Edoardo VII, come risulta dall'iscrizione sulla sua statua di bronzo presente al London Hospital,  "ha introdotto in Inghilterra la cura della luce di Finsen per la cura del lupus vulgaris, e donato la prima lampada a questo ospedale".

## Galleria d'immagini

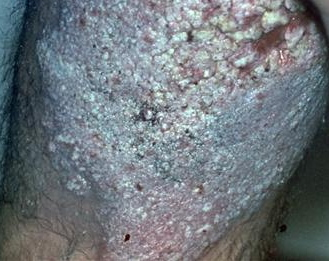
Lupus vulgaris, modifiche della pelle in forme ipercheratosiche
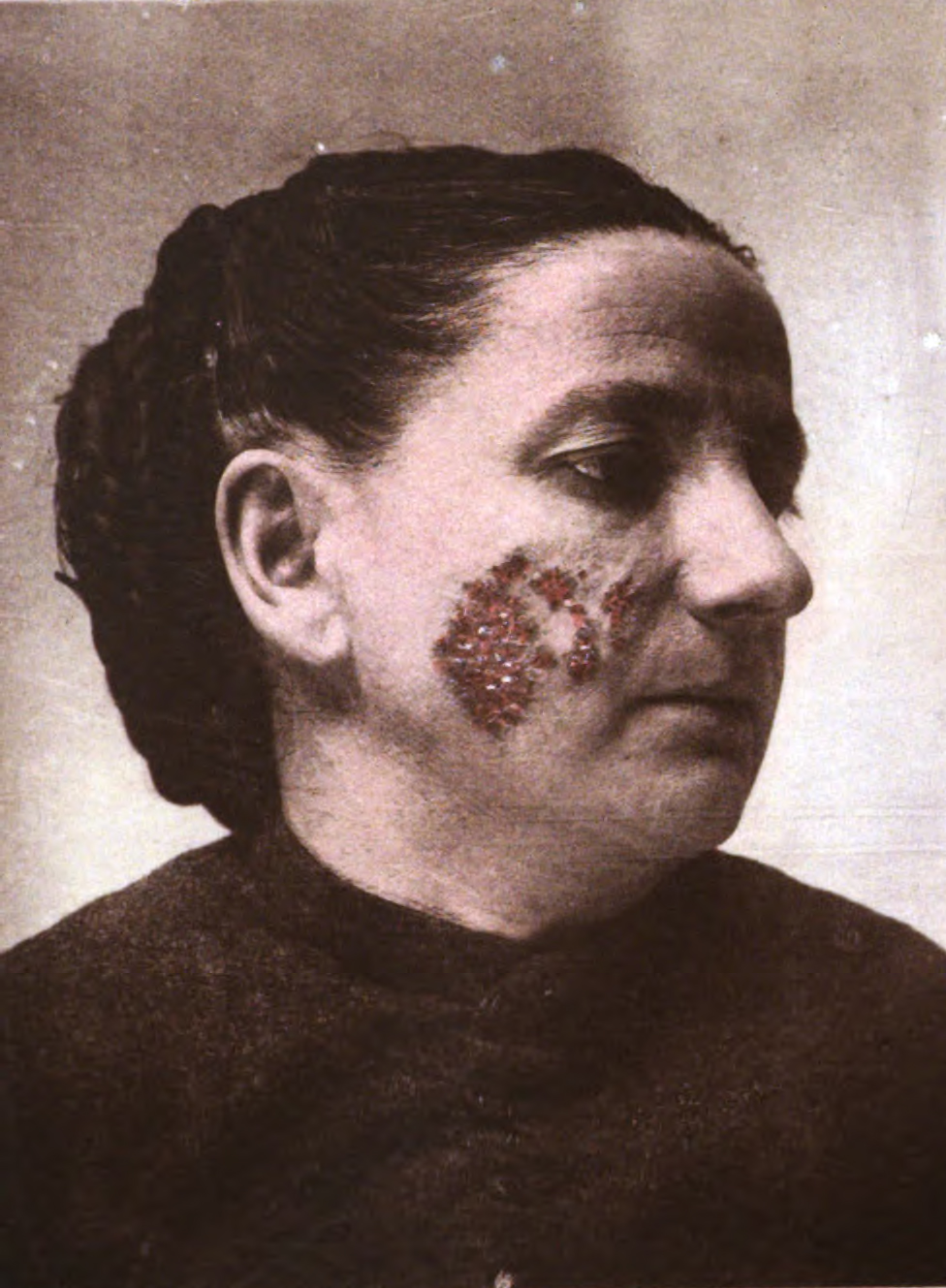
Lupus vulgaris in una donna nel XIX secolo